# Itapebi

Itapebi este un oraș în statul Bahia (BA) din Brazilia.